# Кризський Юрій Олексійович
Юрій Олексійович Кризський (2 січня 1951, місто Первомайськ, тепер Луганської області) — український діяч, інспектор Луганської обласної державної адміністрації. Народний депутат України 2-го скликання.

## Біографія
Працював гірничим майстром на шахті імені Менжинського, майстром виробничого навчання СПТУ № 74, інструктором Первомайського міського комітету ЛКСМУ Луганської області. Член КПРС.

### Освіта
У 1973 році закінчив Комунарський гірничо-металургійний інститут Ворошиловградської області, гірничий інженер.
Служив у Радянській армії: від командира взводу до старшого офіцера управління дивізії.
У 1979 році закінчив Новосибірське вище військово-політичне загальновійськове училище.
У 1991 році закінчив Київський інститут політології та соціального управління, політолог.

### Кар'єра
З 1993 року — інспектор Луганської обласної державної адміністрації. Член бюро Луганського обласного комітету КПУ.
Народний депутат України 2-го демократичного скликання з .04.1994 (2-й тур) до .04.1998, Первомайський виборчий округ № 246, Луганська область. Голова підкомітету з прикордонних і митних питань та Національної гвардії Комітету з питань оборони та державної безпеки. Член депутатської фракції комуністів.
Потім — експерт Державної компанії «Укрспецекспорт». 